# Fosforibosilpirofosfato
Il fosforibosilpirofosfato (PRPP) è un  fosfato pentoso.
È formato a partire dal ribosio 5-fosfato dalla ribosio fosfato pirofosfochinasi (PRPP sintetasi).
Esso svolge un ruolo importante nel trasferimento di un gruppo fosfato-ribosio in diverse reazioni:
| Enzima                                      | Reagente   | Prodotto |
| ------------------------------------------- | ---------- | -------- |
| Adenina fosforibosil transferasi            | adenina    | AMP      |
| Ipoxantina-guanina fosforibosil transferasi | guanina    | GMP      |
| Ipoxantina-guanina fosforibosil transferasi | Ipoxantina | IMP      |
| Orotato fosforibosil transferasi            | orotato    | OMP      |
| Uracile fosforibosil transferasi            | uracile    | UMP      |

Nella biosintesi de novo delle purine, l'enzima Amminofosforibosiltransferasi agisce sul PRPP per creare fosforibosilamina.

## Alti livelli di PRPP
Alti livelli di PRPP sono caratteristici della sovraproduzione e accumulazione di acido urico, il che porta ad iperuricemia e iperuricosuria, cause della gotta.
Alti livelli di PRPP sono presenti nella Sindrome di Lesch-Nyhan. Bassi livelli di ipoxantina guanina fosforibosiltransferasi (HGPRT) causano questo accumulo, per via del fatto che il PRPP è un substrato usato dal HGPRT durante il recupero delle purine.